# ジェリー・オーウェンス
ジェリー・オーウェンス（Jerry Lee Owens, 1981年2月16日 - ）は、アメリカ合衆国カリフォルニア州ハリウッド出身の元プロ野球選手。左投左打。

## 経歴
オーウェンスはハート高校時代、後に2003年のNFLドラフト1巡でボルチモア・レイブンズに指名されて入団したQBカイル・ボーラーと同じチームでワイドレシーバーとしてプレーした。高校ではオールアメリカンチームに選出されるなどエリート街道を歩んだ。カリフォルニア大学ロサンゼルス校に進学したものの、いくつかの故障もあってマスターズ・カレッジへ転校することになった。
2003年に全米スモールカレッジ外野手に選出される。

### プロ入りとエクスポズ傘下時代
2003年のMLBドラフトでモントリオール・エクスポズから2巡目（全体57位）指名を受けて入団した。この年はエクスポズ傘下の1Aバーモント・エクスポズでプレーしたがわずか2試合の出場だった。
2004年は1Aサバンナ・サンドナッツでプレー、ここでは打率.290、30盗塁を記録した。

### ホワイトソックス時代
2004年オフにアレックス・エスコバーとの交換でシカゴ・ホワイトソックスに移籍した。
2005年は2Aのバーミングハム・バロンズに所属、サザンリーグのオールスターに選出され、首位打者にも輝いた。
2006年はホワイトソックスの春季キャンプに参加し、オーウェンスはブライアン・アンダーソンと中堅手を争ったが、監督のオジー・ギーエンはオーウェンスが数年前に肩を負傷していたために不安があるとして、レギュラー獲得はならなかった。オーウェンスはメジャーロースター40人枠に入ったものの、開幕時は3Aシャーロット・ナイツで迎えた。この年は40盗塁（12盗塁死）を記録した。9月にメジャーに昇格し、9月11日に代走としてメジャーデビューを果たした。9月27日の初打席で初安打を放ち、初盗塁も決めた。
2008年は内転筋を痛め、15日間故障者リスト入りしたままシーズン開幕をむかえた。
2009年、ケン・グリフィー・ジュニア移籍の後空いたセンターを守っていたが、打撃成績不振のため5月2日にFAとなった。

### ホワイトソックス退団後
2009年5月4日にシアトル・マリナーズとマイナー契約を結んだ。11月30日にワシントン・ナショナルズとマイナー契約を結んだ。
2011年は、どこの球団でもプレーしなかった。
2013年にアトランティックリーグのランカスター・バーンストーマーズとメキシカンリーグのカンペチェ・パイレーツでプレー。
2014年はメキシカンリーグのキンタナロー・タイガースに所属していた。
2015年3月16日に古巣ランカスター・バーンストーマーズと契約を結び2年振りにバーンストーマーズに復帰した。
2016年はキンタナロー・タイガースに復帰。

## 詳細情報

### 年度別打撃成績
| 年 度     | 球 団     | 試 合 | 打 席 | 打 数 | 得 点 | 安 打 | 二 塁 打 | 三 塁 打 | 本 塁 打 | 塁 打 | 打 点 | 盗 塁 | 盗 塁 死 | 犠 打 | 犠 飛 | 四 球 | 敬 遠 | 死 球 | 三 振 | 併 殺 打 | 打 率 | 出 塁 率 | 長 打 率 | O P S |
| --------- | --------- | ----- | ----- | ----- | ----- | ----- | -------- | -------- | -------- | ----- | ----- | ----- | -------- | ----- | ----- | ----- | ----- | ----- | ----- | -------- | ----- | -------- | -------- | ----- |
| 2006      | CWS       | 12    | 9     | 9     | 4     | 3     | 1        | 0        | 0        | 4     | 0     | 1     | 0        | 0     | 0     | 0     | 0     | 0     | 2     | 0        | .333  | .333     | .444     | .777  |
| 2007      | CWS       | 93    | 389   | 356   | 44    | 95    | 9        | 2        | 1        | 111   | 17    | 32    | 8        | 3     | 0     | 27    | 0     | 3     | 63    | 5        | .267  | .324     | .312     | .636  |
| 2008      | CWS       | 12    | 17    | 16    | 1     | 4     | 0        | 0        | 0        | 4     | 1     | 2     | 1        | 1     | 0     | 0     | 0     | 0     | 4     | 0        | .250  | .250     | .250     | .500  |
| 2009      | CWS       | 12    | 15    | 12    | 0     | 1     | 0        | 0        | 0        | 1     | 0     | 1     | 0        | 0     | 0     | 3     | 0     | 0     | 3     | 1        | .083  | .267     | .083     | .350  |
| 通算：4年 | 通算：4年 | 129   | 430   | 393   | 49    | 103   | 10       | 2        | 1        | 120   | 18    | 36    | 9        | 4     | 0     | 30    | 0     | 3     | 72    | 6        | .262  | .319     | .305     | .624  |

- 2013年度シーズン終了時

### 背番号
- 7（2006年 - 2009年）